# Font Nova (Fontsagrada)
La Font Nova és una font al municipi de Gavet de la Conca dins del territori del poble de Fontsagrada antigament al terme de Sant Serni. És a 422 msnm, al costat nord de la meitat oriental del poble.